# Револьверна гвинтівка Кольта New Model
Револьверні гвинтівки Кольта New Model були першими магазинними гвинтівками виробництва Colt's Manufacturing Company з 1855 по 1864 роки. За конструкцією гвинтівки були схожі на револьвери, з барабаном на п'ять або шість набоїв різних калібрів від .36 до .64 дюйми. Загалом вони базувалися на револьвері Colt Model 1855 Sidehammer, який розробив Еліша К. Рут. Револьвери та гвинтівки Кольта привертали увагу в першу чергу через свою швидкострільність. Їх обмежено використовували в Поні-експрес і коротко використовували під час громадянської війни в США. Проте, солдати не дуже полюбляли ці гвинтівки і зрештою вони були зняті з виробництва через серйозні конструктивні недоліки.

## Історія
Револьверні гвинтівки були спробою збільшити швидкострільність гвинтівок додавши до них револьверний УСМ розроблений раніше. Кольт почав експериментувати з револьверними гвинтівками в першій половині 19-го століття, створивши їх під різні калібри та з різними стволами.

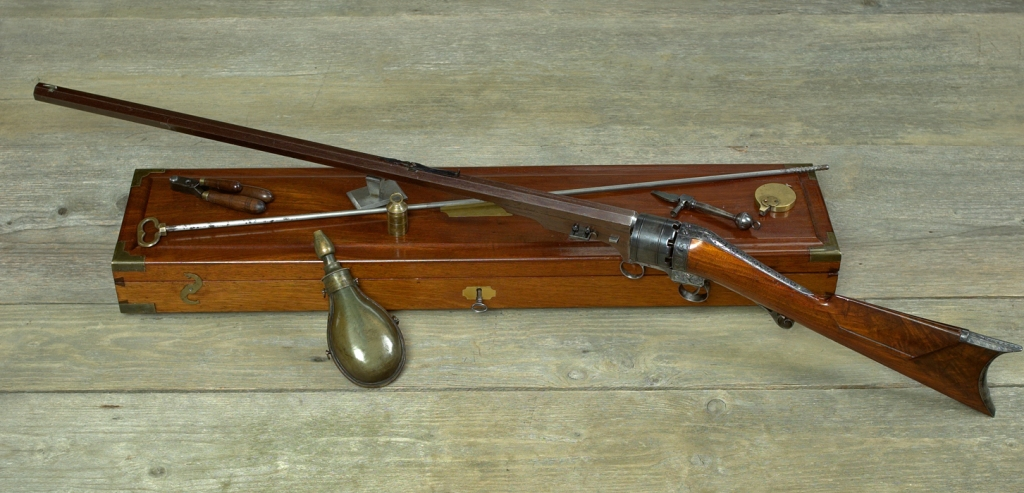
Гвинтівка Colt Paterson 1838 з кільцевим важелем

Револьверні гвинтівки Кольта стали першими магазинними гвинтівками адаптованими урядом США, але вони мали власні проблеми. Офіційно їх давали солдатам через їхню швидкострільність. Але після шести пострілів стрільцю треба було багато часу на перезарядку. Інколи гвинтівки Кольта могли зробити одночасний постріл всіма набоями, що створювало загрозу стрільцю. Хоча навіть через такі проблеми перші моделі використовували у семінольських війнах у 1838 році.
У березні 1836 році Кольт створив Patent Arms Company та почав і розпочав роботу у покинутій шовковій фабриці на березі річки Пассаїк у Патерсоні, штат Нью-Джерсі. Його першою продукцією стала револьверна гвинтівка з кільцевим важелем, розроблена під набої калібрів .34, .36, .38, .40 та .44, де перед спусковою скобою розташовувалося кільце за допомогою якого зводили курок та прокручували барабан для кожного пострілу. Після цього було створено револьверний пістолет. Ці п'яти зарядні револьвери "Paterson" мали спускові гачки, які складалися і були доступні у двох видах з та без важелів заряджання під набої .28, .31 та .36 калібрів.
Компанія Patent Arms випускала гладкоствольні револьверні карабіни та дробовики. Початок війни між урядом США та племенем семінолів дали Кольту перший поштовх. Семіноли виявили, що солдати з однозарядною зброєю були вразливі після пострілу і тому кидалися на солдатів після перших пострілів, щоб не дати їм зробити наступні. І саме в таких випадків дозволяла уникнути револьверна гвинтівка Кольта, тому армія замовила його продукцію для своїх військ.
У 1855 році, у Моделі 1855, Кольт представив револьвер зі шпороподібним спусковим гачком та повністю закритим барабаном. Офіційно ці револьвери мали назву Sidehammer, але вони також були відомі під назвою "Root" на честь Еліши К. Рута, який був в той час директором та головним інженером фабрики Кольта.
На базі конструкції Sidehammer, Кольт почав випускати гвинтівки та карабіни Sidehammer Модель 1855 для військових та спортивних потреб, а також револьверні дробовики. Перед початком громадянської війни Кольт розширив свою фабрику та почав виробництво нового, полегшеного армійського револьвера .44 калібру, а через рік версію Navy під набій .36 калібру.
Ці револьвери випускали у якості гвинтівка та скороченого карабіну. У 1855 році на озброєння військових США було прийнято першу магазинну гвинтівку, але через проблеми конструкції її використовували до 1857 року. Основною проблемою було те, що димний порох міг висипатися з паперових набоїв у польових умовах і застрягнути у різних щілинах барабану. Гарячі гази виривалися через проміжок між барабаном і стволом могли підпалити порох, що, в свою чергу, могло призвести для підпалення пороху в усіх коморах барабану. Це має назву "ланцюговий вогонь" і був загальною проблемою першої капсульної револьверної зброї. Коли таке відбувалося у револьверній гвинтівці Кольта, бризки металу вилітали на ліву руку та кисть стрільця.
В результаті це призвело до недовіри до зброї. Командири намагалися обійти цю проблему різними способами. Гвинтівку потрібно було чистити належним чином, щоб видалити залишки пороху і запобігти ланцюговому вогню. Деякі командири наказували своїм людям стріляти лише зі зброї притримуючи її лише перед спусковою скобою або відкинувши важіль заряджання і тримаючи зброю за нього, що дозволяло прибрати ліву руку з напрямку розпорошення палаючого пороху. Інші командири наказували своїм людям заряджати лише одну камору, що запобігало виникненню ланцюгового вогню. Заряджання лише однієї камори робило зброю однозарядною і фактично невілювало призначення зброї у якості магазинної гвинтівки.
У Бельгії по ліцензії Кольта випускали револьверній гвинтівки Brevete Colt Dragoon у період з 1850 по 1860 роки.

## Конструкція і особливості

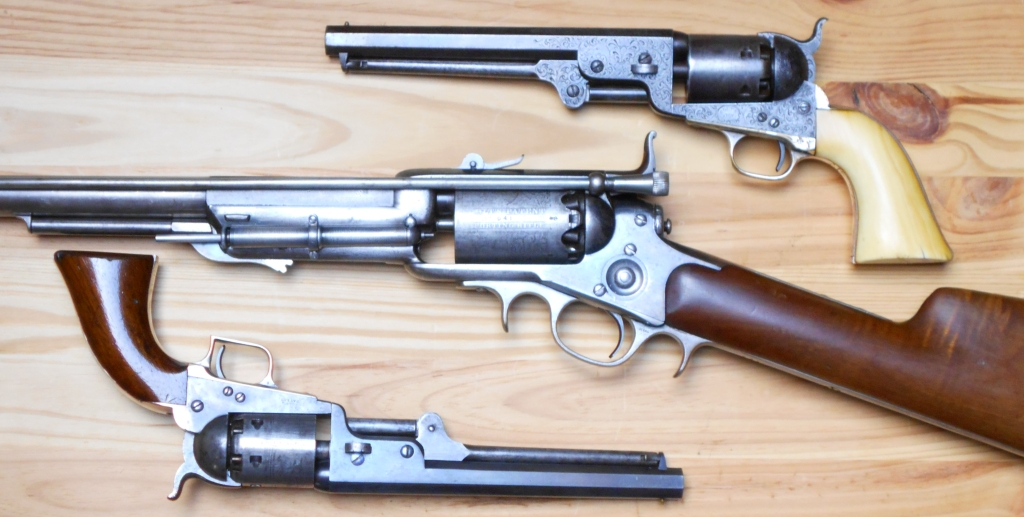
Два револьвери Colt Модель 1851 Navy та гвинтівка Colt Root Модель 1855 .36 кал.

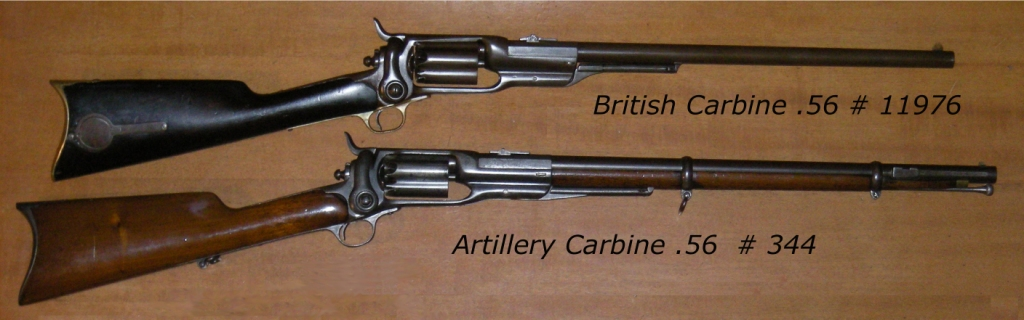
Карабін Colt Root .56 кал.

Конструкція револьверних гвинтівок Кольта була схожа на револьвери, з обертовими барабанами на п'ять або шість набоїв під набої від .36 до .64 дюймів.
Модель 1855, яка була найпоширеною револьверною гвинтівкою, була представлена у .36, .44 та .56 калібрах. Довжина стволів була: 15, 18, 21 та 24 дюйми. Шести зарядний барабан використовували для набоїв калібрів .36 або .44. Якщо калібр був .56, використовували п'ятизарядний барабан.
У револьверних гвинтівках використовували ударні капсулі, як і у револьверах того часу. Набій (складався з чорного пороху та свинцевої кулі) заряджали у передню частину камори, а потім забивали заряд шомполом, який розташовувася під стволом. Після заряджання всіх камор капсуль розташовували на патрубках у задній частині барабану. Після цього зброя була готова для пострілу. Окрім можливого ланцюгового запалення, обертова конструкція також може розпорошувати свинцеві осколки на кисть та руку стрільця. Такої проблеми немає у револьверів оскільки обидві руки стрільця знаходяться за межами барабану.
Деякі моделі мали багнети. Мушка подвоювалася коли використовували багнет-ніж, а коли використовували багнет-меч мушка розташовувалася праворуч від стволу.

## Використання
У Поні-експрес вісім людей використовували револьвери та револьверні гвинтівки Кольта під час доставки пошти між Індепенденс, Міссурі та Санта Фе. Коли були висловлені сумніви щодо здатності цих восьми чоловіків надійно захистити листи з цього приводу, влада Міссурі заявила, що "ці вісім чоловік готові у випадку нападу здійснити 136 пострілів без необхідності перезарядки. Ми не хвилюємося за збереження пошти." Усі поштові доставлення на цьому шляху були безпечно доставлені.
Уряд США замовив 765 револьверних карабінів та гвинтівок Кольта до Громадянської війни. Багато з них потрапили до південних районів і врешті були використані Конфедерацією. Після початку війни Союз замовив ще більше гвинтівок і карабінів. У джерелах немає точної кількості придбаної зброї, але під час війни було придбано приблизно від 4,400 до 4,800 одиниць.
Зброя чудово показала себе в бою,. Нею був озброєний  21-ий піхотний добровольчий полк Огайо збройних сил Союзу коли прикривав відхід бригади Джона Міллера у битві при Мурфрісборо та на пагорбі Снордграс під час битви при Чикамозі в період Громадянської війни. Сила вогню була настільки велика, що конфедерати вирішили, що атакують цілу дивізію, а не єдиний полк, але все одно солдати 21-го полку змушені були здатися коли в них скінчилися набої. Проте не зважаючи на ці перемоги, несправності гвинтівки стали фатальними для зброї. Рада офіцерів оцінила докази та вирішила припинити її використання. Гвинтівки продали по 42 центи кожну, що було малою часткою від початкової вартості в 44 долари.
Багато револьверних гвинтівок придбали для озброєння міліції у різних штатах, а тому багато підрозділів міліції на початку Громадянської війни були озброєні ними, але жодного разу не використовували їх в бою. Компанія Кольта зробила багато спроб адаптувати гвинтівки для різних родів військ. Під час Громадянської війни солдати різних родів військ не полюбляли ці гвинтівки через сильний дуловий спалах та гучний звук, біля обличчя, а також побоювалися сильної віддачі при пострілі з кількох камор одночасно. Гвинтівку використовував Нед Келлі під час сутички з поліцією штату Вікторія у Гленровані в 1880 році.